# Kommuner i provinsen Las Palmas

Karta över kommuner i provinsen Las Palmas.

Kommunerna i provinsen Las Palmas är 34 stycken. Las Palmasprovinsen hör till den autonoma regionen Kanarieöarna, Spanien.
Provinskod: 35.
| Kod | Kommun                              | Yta km² | Befolkning (2009) | Täthet inv/km² | Ö             |
| --- | ----------------------------------- | ------- | ----------------- | -------------- | ------------- |
| 001 | Agaete                              | 45,5    | 5782              | 127,08         | Gran Canaria  |
| 002 | Agüimes                             | 79,28   | 28924             | 364,83         | Gran Canaria  |
| 020 | La Aldea de San Nicolás             | 123,58  | 8539              | 69,1           | Gran Canaria  |
| 003 | Antigua                             | 250,56  | 10371             | 41,39          | Fuerteventura |
| 004 | Arrecife                            | 22,72   | 59127             | 2602,42        | Lanzarote     |
| 005 | Artenara                            | 66,7    | 1257              | 18,85          | Gran Canaria  |
| 006 | Arucas                              | 33,01   | 36259             | 1098,42        | Gran Canaria  |
| 007 | Betancuria                          | 103,64  | 680               | 6,56           | Fuerteventura |
| 008 | Firgas                              | 15,77   | 7524              | 477,11         | Gran Canaria  |
| 009 | Gáldar                              | 61,59   | 24405             | 396,25         | Gran Canaria  |
| 010 | Haría                               | 106,58  | 5249              | 49,25          | Lanzarote     |
| 011 | Ingenio                             | 38,15   | 29319             | 768,52         | Gran Canaria  |
| 012 | Mogán                               | 172,43  | 21690             | 125,79         | Gran Canaria  |
| 013 | Moya                                | 31,87   | 8054              | 252,71         | Gran Canaria  |
| 014 | La Oliva                            | 356,13  | 21996             | 61,76          | Fuerteventura |
| 015 | Pájara                              | 383,52  | 20821             | 54,29          | Fuerteventura |
| 016 | Las Palmas de Gran Canaria          | 100,55  | 381847            | 3797,58        | Gran Canaria  |
| 017 | Puerto del Rosario                  | 289,95  | 35667             | 123,01         | Fuerteventura |
| 018 | San Bartolomé                       | 40,89   | 18517             | 452,85         | Lanzarote     |
| 019 | San Bartolomé de Tirajana           | 333,13  | 52161             | 156,58         | Gran Canaria  |
| 021 | Santa Brígida                       | 23,81   | 19154             | 804,45         | Gran Canaria  |
| 022 | Santa Lucía de Tirajana             | 61,56   | 63637             | 1033,74        | Gran Canaria  |
| 023 | Santa María de Guía de Gran Canaria | 42,59   | 14069             | 330,34         | Gran Canaria  |
| 024 | Teguise                             | 263,98  | 19418             | 73,56          | Lanzarote     |
| 025 | Tejeda                              | 103,29  | 2164              | 20,95          | Gran Canaria  |
| 026 | Telde                               | 102,43  | 100015            | 976,42         | Gran Canaria  |
| 027 | Teror                               | 25,7    | 12926             | 502,96         | Gran Canaria  |
| 028 | Tías                                | 64,61   | 19849             | 307,21         | Lanzarote     |
| 029 | Tinajo                              | 135,28  | 5837              | 43,15          | Lanzarote     |
| 030 | Tuineje                             | 275,94  | 13632             | 49,4           | Fuerteventura |
| 032 | Valleseco                           | 22,11   | 3968              | 179,47         | Gran Canaria  |
| 031 | Valsequillo de Gran Canaria         | 39,15   | 9067              | 231,6          | Gran Canaria  |
| 033 | Vega de San Mateo                   | 37,89   | 7636              | 201,53         | Gran Canaria  |
| 034 | Yaiza                               | 211,84  | 13941             | 65,81          | Lanzarote     |

Den här artikeln är helt eller delvis baserad på material från spanskspråkiga Wikipedia, Anexo:Municipios de la provincia de Las Palmas, 6 december 2010.